# جرج باربیر
جرج باربیر (انگلیسی: George Barbier؛ ‏ ۱۹ نوامبر ۱۸۶۴ – ۱۹ ژوئیهٔ ۱۹۴۵) بازیگر اهل ایالات متحده آمریکا بود.
از فیلم‌هایی که وی در آن نقش داشته است، می‌توان به ماجراهای مارکو پولو، پنجه گربه، یک ساعت با تو، پاهای میلیون دلاری و انتقام تارزان اشاره کرد.